# قيم أسية (طول)
تهتم القائمة التالية بذكر ترتيب قيمة أسية لمختلف أنواع الأطوال.

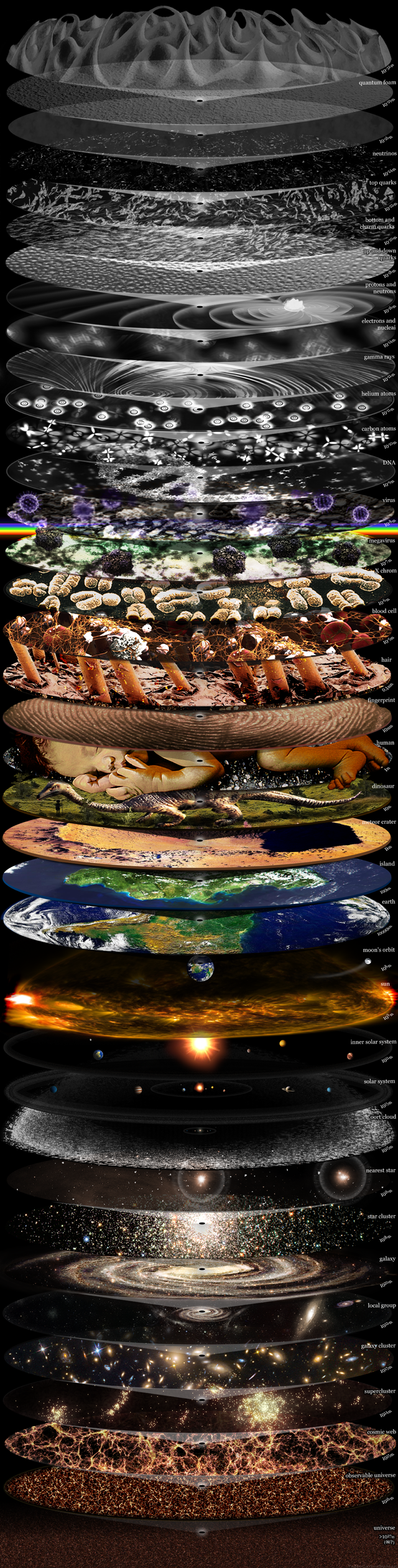
مكونات مرتبة على حسب القيمة الأسية لطولها.

## نظرة عامة
| القسم              | المدى(م) | المدى(م) | وحدة      | مثال                                                                  |
| القسم              | ≥        | <        | وحدة      | مثال                                                                  |
| ------------------ | -------- | -------- | --------- | --------------------------------------------------------------------- |
| الأجسام دون الذرية | –        | 10−35    | ℓP        | رغوة كمية                                                             |
| الأجسام دون الذرية | –        | 10−18    | am        | إلكترون، كوارك                                                        |
| الذرية والخلوية    | 10−15    | 10−12    | fm        | نواة الذرة، بروتون، نيوترون                                           |
| الذرية والخلوية    | 10−12    | 10−9     | pm        | طول موجة أشعة غاما والأشعة السينية، ذرة الهيدروجين                    |
| الذرية والخلوية    | 10−9     | 10−6     | nm        | الحمض النووي الريبوزي منقوص الأكسجين، الفيروس، طول موجة الطيف المرئي  |
| المقياس البشري     | 10−6     | 10−3     | μm        | بكتيريا، الضباب، قطر شعر الإنسان                                      |
| المقياس البشري     | 10−3     | 1        | مم        | البعوضة، كرة غولف، قطة، كمان، كرة (كرة القدم)                         |
| المقياس البشري     | 100      | 103      | م         | بيانو، إنسان، سيارة، حوت العنبر، ملعب كرة قدم، برج إيفل               |
| المقياس البشري     | 103      | 106      | كم        | جبل افرست، طول قناة بنما وسكة الحديد العابرة لسيبيريا، أكبر الكويكبات |
| مقاييس فلكية       | 106      | 109      | Mm        | القمر، الأرض، 1 ثانية ضوئية                                           |
| مقاييس فلكية       | 109      | 1012     | Gm        | الشمس، 1 دقيقة ضوئية، مدار الأرض                                      |
| مقاييس فلكية       | 1012     | 1015     | Tm        | مدارات الكواكب الخارجية، المجموعة الشمسية                             |
| مقاييس فلكية       | 1015     | 1018     | Pm        | 1 سنة ضوئية، المسافة إلى قنطور الأقرب (نجم)                           |
| مقاييس فلكية       | 1018     | 1021     | إيكسا متر | مجرة حلزونية                                                          |
| مقاييس فلكية       | 1021     | 1024     | زيتامتر   | مجرة درب التبانة، المسافة إلى مجرة المرأة المسلسلة                    |
| مقاييس فلكية       | 1024     |          | يوتامتر   | جدار هرقل، الكون المرصود                                              |

## قائمة مفصلة
تهتم القوائم التالية بمقارنة الأطوال ما بين {\displaystyle 1.6\times 10^{-35}} متر و {\displaystyle 10^{10^{10^{122}}}} متر

## أقل من 10 يوكمتر
تهتم القوائم التالية بمقارنة الأطوال ما بين 10−23 م (10 ym).
- 1.6 × 10−11 يوكومتر (1.6 × 10−35 م مثل طول بلانك (وفقا لنظريات الفيزياء الحالية تعتبر المسافات الأقصر من ذلك غير منطقية ولا تجعل أي معني للمادة)
- 1 (ym)- 1 يوكومتر، أصغر وحدة دولية أساسية لقياس الأطوال تم تسميتها في نظام الوحدات الدولي.
- 1 ym، وحدة قياس نيوترينو.
- 2 ym، وحدة قياس النيوترينو عند تعرضه إلى 1 إلكترون فولت. تم اكتشاف الوحدة من قبل كلايد كوان وفريدريك راينس

## 10 يوكمتر
يدرج هذا القسم الأطوال ما بين 10−23 م و 10−22 م (أي ما بين 10 يوكومتر و 100 يوكومتر)

## 100 يوكومتر
يدرج هذا القسم الأطوال ما بين 10−22 م و 10−21 م (أي ما بين 100 يوكومتر و 1 زيبتومتر)
- 100 يوكومتر، وحدة قياس جسيم الكوارك القمي أحد أصغر الكواركات المعروفة.

## 1 زيبتومتر
يندرج في هذا القسم الأطوال ما بين 10−21 م و 10−20 م (أي ما بين 1 زيبتومتر و 10 زيبتومتر).
- 2 زيبتومتر: وحدة قياس البريون، الجسيمات الافتراضية المقترحة كمكونات فرعية من الكواركات واللبتون
- 2 زيبتومتر: المسافة التي يستطيع فيها 20 إلكترون فولت التأثير على نواة.
- 7 زيبتومتر: المسافة التي يستطيع فيها 250 إلكترون فولت التأثير على نواة.

## وصلات خارجية
- كم هي كبيرة الأشياء؟
- قوة الأس 10
- رحلة من العالم الصغير إلى أنحاء الكون
- حجم الكون